# FK Liepāja
El Futbola Klubs Liepāja és un club de futbol de la ciutat de Liepāja.
Va ser fundat el 2014 després de la desaparició del FK Liepājas Metalurgs.

## Palmarès
- Lliga letona de futbol:[4]
  - 2015
- Copa letona de futbol:[5]
  - 2017, 2020